# Space Channel 5
Space Channel 5 is een computerspel dat werd ontwikkeld door United Game Artists en uitgegeven door Sega. Het muziekspel kwam uit voor de Dreamcast en verscheen in Japan op 16 december 1999, in de VS op 4 juni 2000 en in Europa op 6 oktober 2000.

## Plot
Terwijl ruimtevaartverslaggever Ulala een buitenaardse invasie onderzoekt, voeren spelers gevechten uit op basis van het ritme van de muziek.

## Spel
Het spel is bedacht door Tetsuya Mizuguchi, die een concept wilde ontwerpen dat vrouwelijke gamers moest aanspreken. Samen met Takumi Yoshinaga werkte hij aan het ontwerp. De productie duurde ongeveer twee jaar. De muziek in het spel is gecomponeerd door Naofumi Hataya en Kenichi Tokoi, en is geïnspireerd door bigbands uit de jaren 60. De grafische stijl in het spel leent veel invloeden uit de jaren 50 en jaren 60 van de twintigste eeuw.

## Platforms
| Jaar | Platform         |
| ---- | ---------------- |
| 1999 | Dreamcast        |
| 2002 | PlayStation 2    |
| 2003 | Game Boy Advance |

## Rechtszaak
In 2003 klaagde zangeres Lady Miss Kier Sega aan omdat ze vond dat haar verschijning was gebruikt voor het spel. Deze zaak duurde tot 2006, toen de rechter in het voordeel van Sega oordeelde.

## Trivia
- Het spel is opgenomen in het boek 1001 Video Games You Must Play Before You Die van Tony Mott.
- Michael Jackson heeft een cameo in het spel.